# Edita Grigelionytė
Edita Grigelionytė (ur. 19 maja 1983) – litewska lekkoatletka, która specjalizowała się w skoku o tyczce.
Wielokrotna rekordzistka i mistrzyni kraju.

## Rekordy życiowe
- skok o tyczce (stadion) – 3,85 (2005) do 2012 rekord Litwy
- skok o tyczce (hala) – 3,90 (2006) rekord Litwy